# خرداد ۱۳۹۳
خرداد ۱۳۹۳، سومین ماه سال ۱۳۹۳ هجری خورشیدی است.
آغاز آن پنج‌شنبه، ۱ خرداد ۱۳۹۳ برابر با ۲۲ می میلادی است.

## رویدادها
- تظاهرات هواداران عبدالله عبدالله در کابل [۱]
- بازداشت برادر رئیس‌جمهور رومانی به اتهام دریافت رشوه [۲]